# ماريو غالو
ماريو غالو (29 مايو 1909 بادوفا إيطاليا - ) هو لاعب كرة قدم إيطالي.